# 原型師
原型師（げんけいし）とは、銅像や貴金属、玩具や模型、工業製品デザインとその部品などの、ひな型や試作品などの原型や塑像などを製作する職能を持つ人物。

## フィギュアの原型師
戦前からの日本の玩具産業における人形などの原型製作者が「原型師」と呼ばれるようになった経緯は明らかではないが、1960年代から1970年代に存在した玩具メーカー・ブルマァクの玩具原型師の市川二巳の証言によると、当初から「原型師」の肩書きであったとしている。なお、当時のソフビ人形の原型は粘土で製作されており、ウルトラ怪獣の原型は資料を元に一日で製作していたとのことである。
模型のフィギュアとしては、1980年代初頭のガレージキットブームの頃の造形作家たちにより、ガレージキットのフィギュアの概念が一般化したと考えられている。
中でも特筆されるのは、1980年に『ホビージャパン』誌上で取り上げられた荒木一成の存在である。荒木はこの時、いわゆる「恐竜ルネッサンス」と呼ばれる恐竜観の一大転換を受けて製作した、当時の恐竜模型の水準を遙かに凌駕する作品群を発表し注目を浴びた。
1981年の時点で海洋堂は数名の造形作家を雇用していた。本来はプロの玩具職人をさす言葉であった原型師という言葉が、その起源も曖昧なままにアマチュアのモデラー原型師を指すようになったのはこの後の事である。
その後、1987年には海洋堂は松村しのぶを新たに原型師として採用。その数年後、松村はアメリカ自然史博物館が海洋堂に発注した恐竜模型「アロサウルスVSバロサウルス」の製作を担当し、世界的な注目を集めた。
同じく海洋堂の古参の原型師で世界的に知られた人物としては、BOMEが挙げられる。BOMEは1980年代より美少女フィギュアの原型師として活躍していたが、1995年に現代美術作家の村上隆から発注を受けて「Project Ko2」の原型を製作。これをきっかけとして1998年にはニューヨークで個展を開催するまでになった。その後もBOMEは現代美術界から注目を浴び続けている。